# Saison 2 d'Interpol
Chronologie
Saison 1
Cet article présente le guide des épisodes de la deuxième saison de la série télévisée Interpol.

## Distribution
- Serena Reinaldi : Stella Bianchi
- Mark Grosy : Antoine Kieffer
- Thomas Cerisola : Marciano
- Mar Sodupe : Gabriela Roman
- Junior Rondinaud : Eric Joly
- Richard Sammel : Schwartz
- Philippe Hérisson : Lucas Pratt

## Épisodes

### Épisode 1:Les larmes du jaguar
- France : 12 janvier 2012 sur TF1
- Belgique :
- Suisse :

- France : 4,86 millions de téléspectateurs (première diffusion)

### Épisode 2:L'inconnue de Prague
- France : 12 janvier 2012 sur TF1
- Belgique :
- Suisse :

- France : 4,08 millions de téléspectateurs (première diffusion)

### Épisode 3:Seules dans la nuit
- France : 12 janvier 2012 sur TF1
- Belgique :
- Suisse :

### Épisode 4:Les poupées russes
- France : 19 janvier 2012 sur TF1
- Belgique :
- Suisse :

- France : 5,36 millions de téléspectateurs (première diffusion)

### Épisode 5:Mort d'un ange
- France : 19 janvier 2012 sur TF1
- Belgique :
- Suisse :

- France : 4,6 millions de téléspectateurs (première diffusion)

### Épisode 6:Soleil trompeur
- France : 19 janvier 2012 sur TF1
- Belgique :
- Suisse :

- France : 3,44 millions de téléspectateurs (première diffusion)